# Pernilla Ribeiro Novais
Anna Pernilla Ribeiro Novais (nacida como Anna Pernilla Andersson, Umeå, 3 de diciembre de 1971) es una deportista sueca que compitió en judo. Ganó una medalla de plata en el Campeonato Europeo de Judo de 2000, en la categoría de –57 kg.

## Palmarés internacional
| Campeonato Europeo | Campeonato Europeo  | Campeonato Europeo | Campeonato Europeo |
| Año                | Lugar               | Medalla            | Categoría          |
| ------------------ | ------------------- | ------------------ | ------------------ |
| 2000               | Breslavia (Polonia) | Medalla de plata   | –57 kg             |